# Edmund Gunter
Edmund Gunter (Hertfordshire, 1581 – Londra, 10 dicembre 1626) è stato un matematico e astronomo inglese.

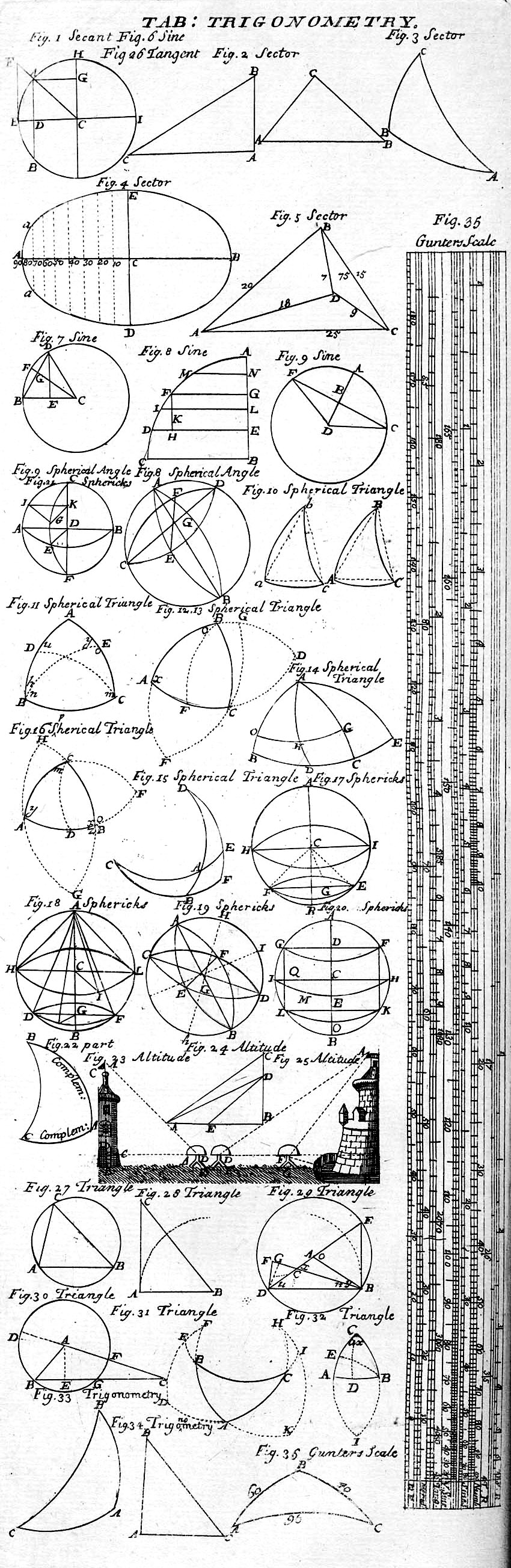
Tavole trigonometriche, estratto dall'opera Cyclopaedia del 1728, secondo volume; rappresenta in forma schematica una scala di Gunter.

Fu professore di astronomia presso il Gresham College di Londra.
Introdusse i termini coseno e cotangente in matematica e compilò le prime tavole logaritmico-trigonometriche a sette cifre decimali.
Nel 1620, realizzò quella che poi passò alla storia come catena di Gunter (nota anche come misura di Gunter o catena del Geometra), un dispositivo di misurazione geodetica della distanza utilizzato dai periti per il rilievo del territorio.
Ideò, nel 1623, un regolo graduato usato nella risoluzione dei problemi trigonometrici (Scala di Gunter) e scoprì la variazione annuale della declinazione magnetica.

## Opere
- Canon Triangolorum, o Table of Artificial Sines and Tangents (1620)
- Description and use of the Sector (1623)